# 琴斯托霍瓦保卫祖国阵亡者纪念碑
琴斯托霍瓦保卫祖国阵亡者纪念碑（波蘭語：Pomnik Poległym w Obronie Ojczyzny）是波兰琴斯托霍瓦的一座纪念碑，位于市中心的国家纪念广场（Plac Pamięci Narodowej）, 纪念在波兰独立战争中牺牲的士兵。
20世纪80年代，诞生为二战士兵建造纪念碑的想法。1981年3月9日，成立了纪念碑建设委员会，位置选择在省办公楼前面的广场，并将广场命名为国家纪念广场。由于实施戒严法，工程暂停。
纪念碑于1983年5月6日开工，1985年9月1日揭幕，重量超过15吨。

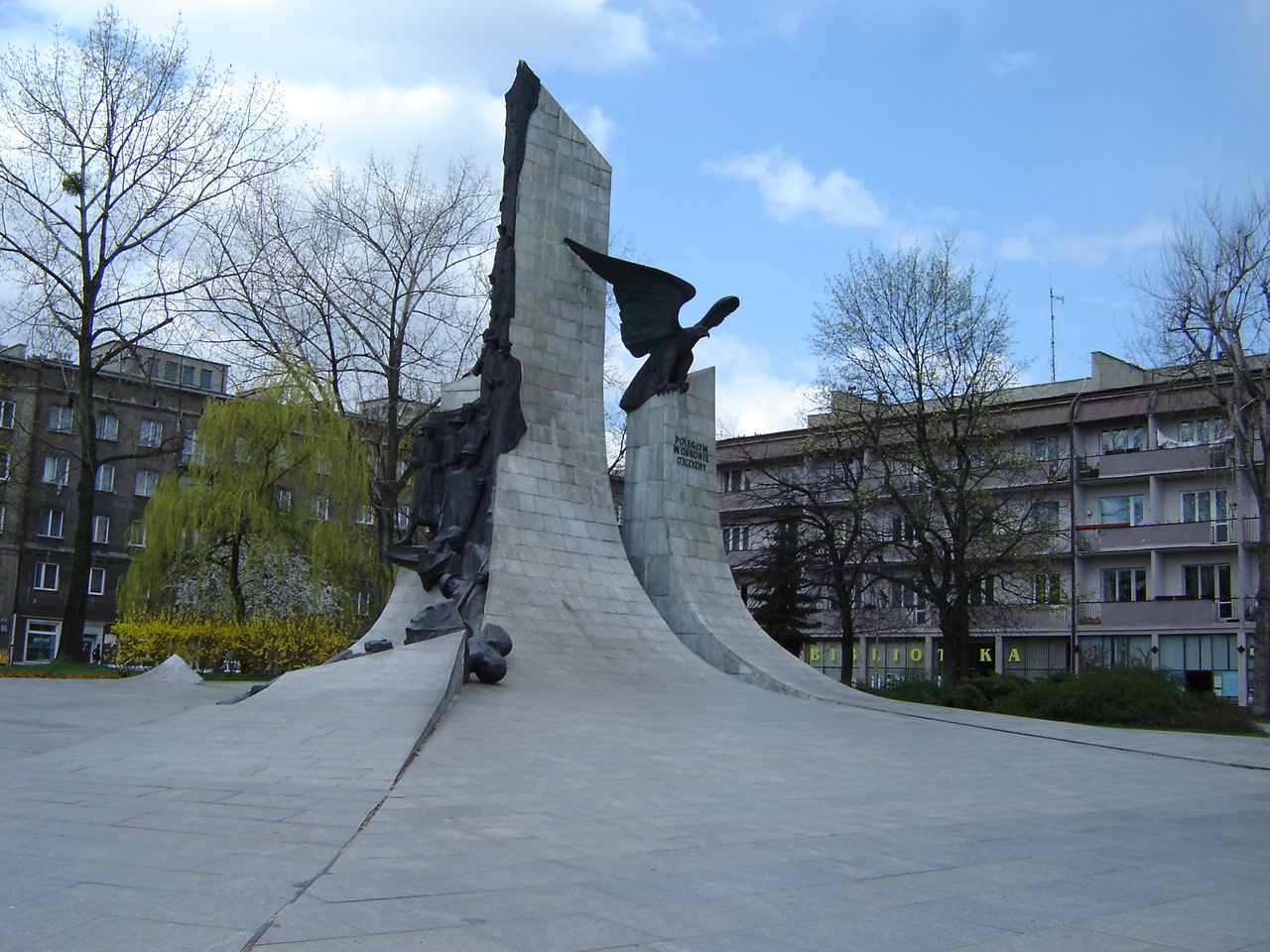
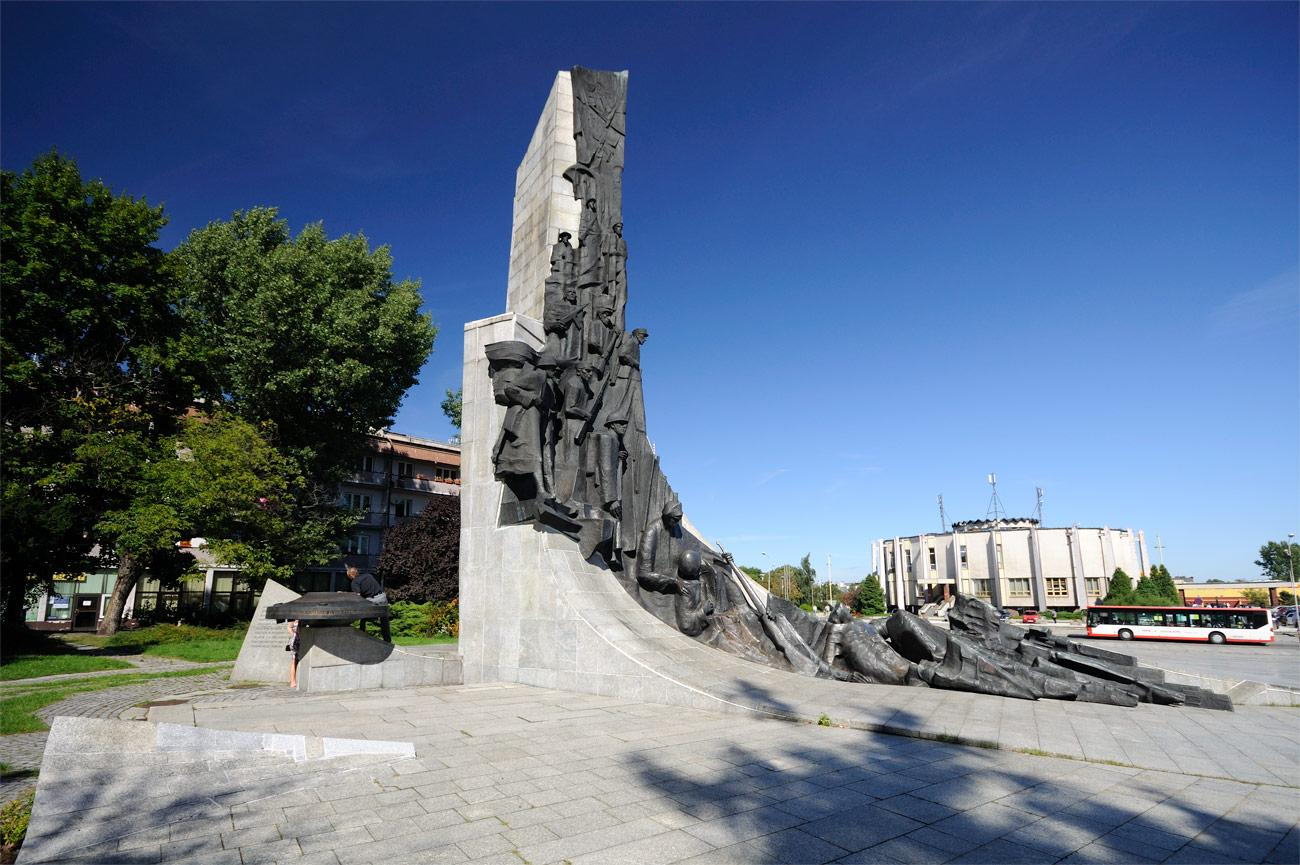
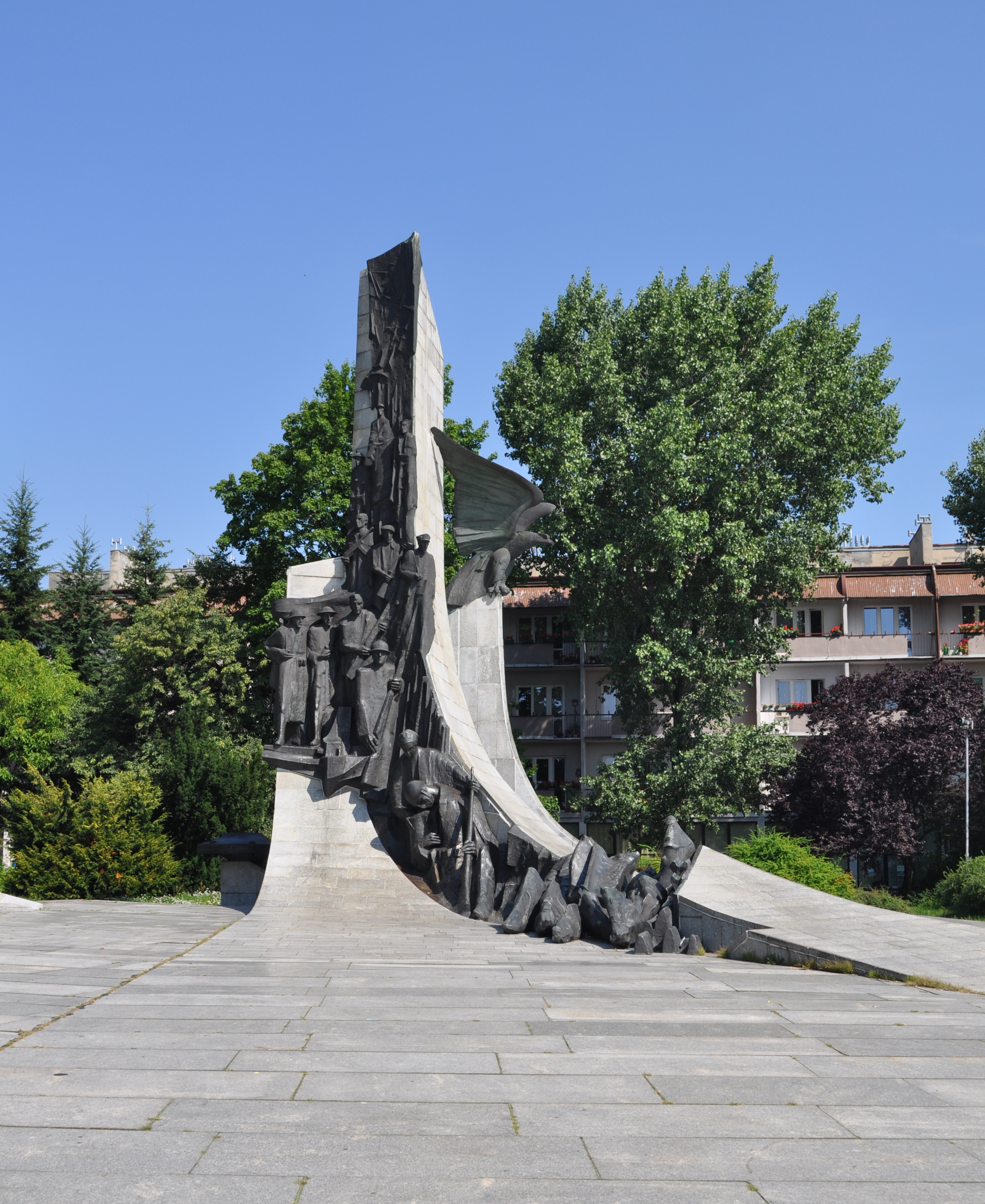
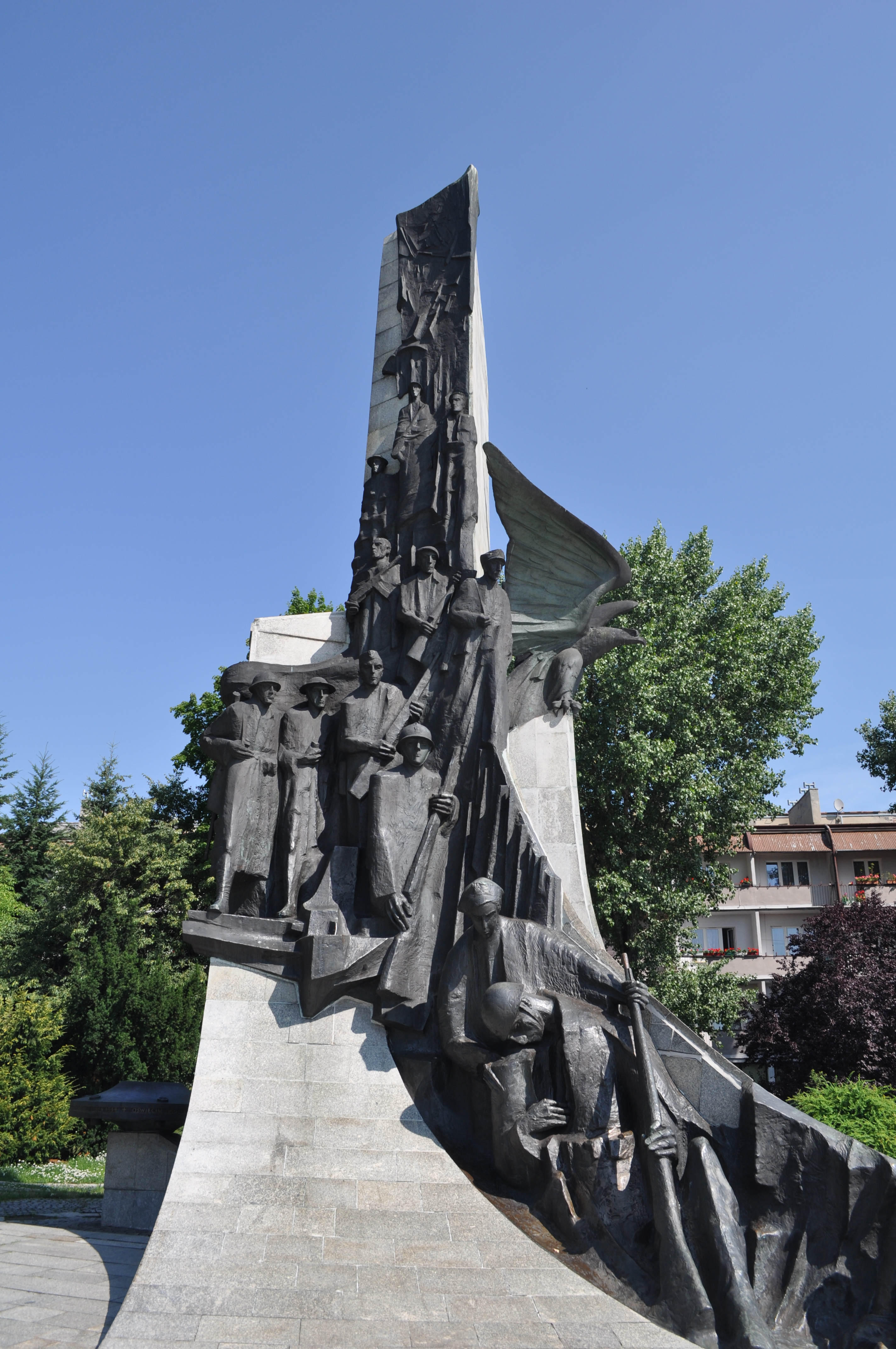
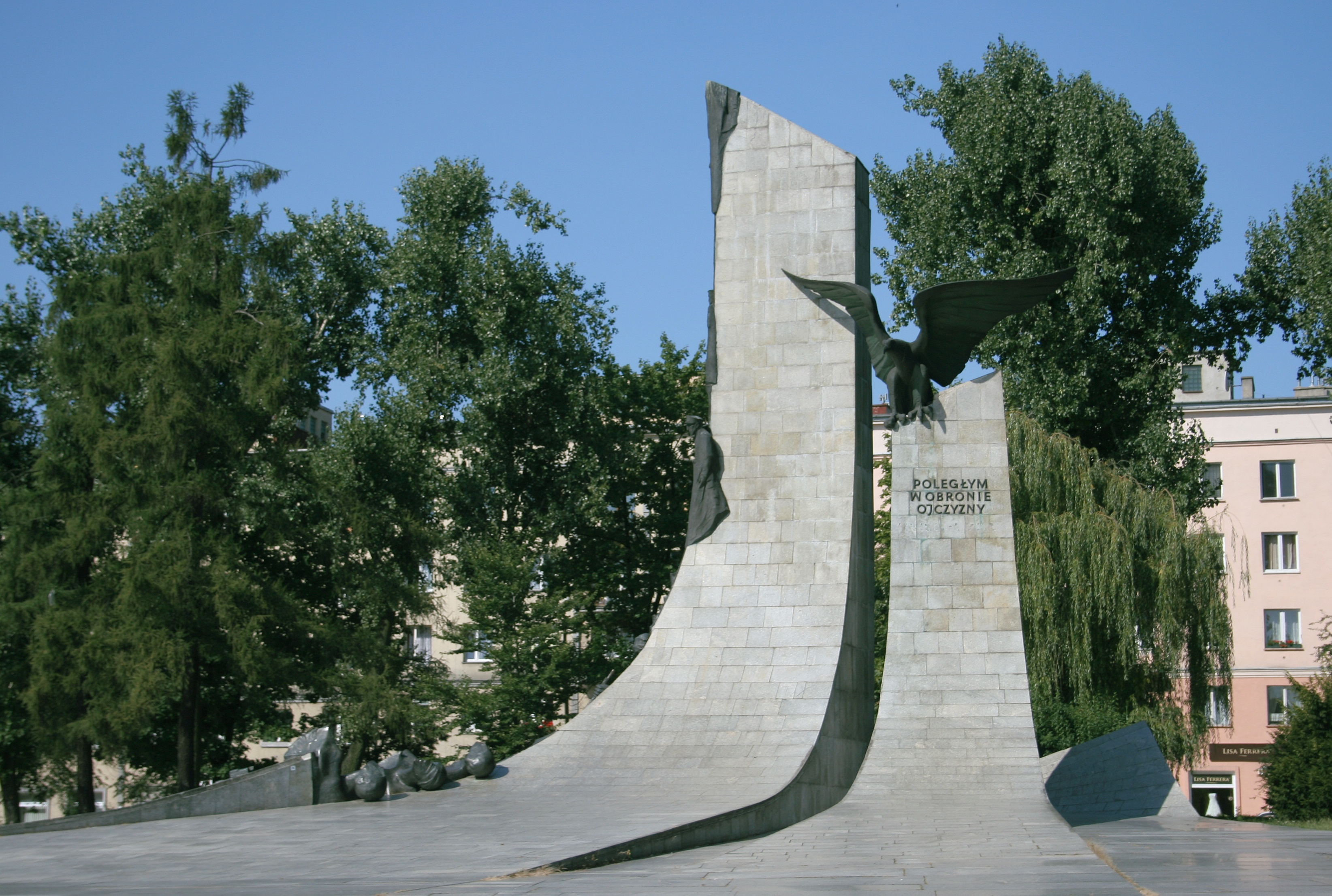